# Guadalupe (Panamá)
Guadalupe es un corregimiento del distrito de La Chorrera en Panamá. Tiene una población de 38 724 habitantes (2023) y forma parte de la zona urbana de La Gran Chorrera.

## Creación
En 1959, mediante el Acuerdo Nº56 del 17 de diciembre de 1959, el Consejo Municipal de La Chorrera convirtió La Laguna del Corregimiento de El Coco en un nuevo corregimiento que tendrá de nombre Guadalupe.
En el siglo pasado, Ramón Pereira colocó un pequeño monolito con una imagen de la Virgen de Guadalupe. El nombre de la laguna cambia a Guadalupe (hoy en día el nombre del corregimiento) en honor a la Patrona de América.

## Límites
- Norte: Corregimiento de El Coco.
- Sur: Corregimiento de Playa Leona.
- Este: Corregimiento de Barrio Balboa.
- Oeste: Corregimiento de Feuillet y Distrito de Capira.